# SC Eintracht Sportfreunde Windecken
Der SC Eintracht Sportfreunde Windecken 1911 e.V. ist ein deutscher Fußballverein mit Sitz im Stadtteil Windecken der hessischen Stadt Nidderau im Main-Kinzig-Kreis. Das Gründungsdatum geht dabei auf den Vorgängerverein Sportclub Windecken zurück, welcher von 1911 bis 1933 existierte. Größter Erfolg von dem Vorgängerverein FC Eintracht Windecken war die Teilnahme an der ersten Austragung des Tschammerpokal im Jahr 1935.

## Vorgängervereine

### Sportclub Windecken
Unter dem Namen Sportclub Windecken am 7. Mai 1911 wurde ein erster Verein gegründet. Nach ersten unorganisierten Fußballspielen, bekam der Verein im Jahr 1913 einen festen Sportplatz zugewiesen. Durch den Ausbruch des Ersten Weltkriegs kam es innerhalb des Vereins zu einem großen Mitgliederschwund, jedoch konnten auch während der Kriegszeit Partien ausgetragen werden. Ab 1919 spielte der Verein dann unter dem Dach des Süddeutschen Fußball-Verbandes. Dies stieß jedoch auf Missgunst einiger Mitglieder, welche lieber im Arbeiter-Turn- und Sportbund antreten wollten, welchem auch der lokale Turnverein Grundstein zur Einigkeit Windecken bereits angehörte. Daraufhin verließen viele Spieler den Verein um sich den Turnern anzuschließen und dort eine eigene Abteilung zu gründen. Da nun die Mannschaft erheblich geschwächt wurde, entschied sich der Sportclub ebenfalls dem ATSB beizutreten. Somit spielte der Verein erstmals zur Saison 1920/21 innerhalb einer organisierten Liga in der A-Klasse. Bis zum Anfang der 1930er Jahre sollte der Verein dann stets in der oberen Tabellenregion dieser Spielklasse vertreten sein. Die Saison 1932/33 konnte schließlich sogar noch als Meister abgeschlossen werden. Nach der Machtergreifung der Nationalsozialisten wurde der ATSB dann jedoch aufgelöst und dem Verein der Aufstieg verwehrt. Wenig später wurde der Verein selber auch aufgelöst.

### FC Eintracht Windecken
Im örtlichen Turnverein Jahn kam es im Jahr 1920 zur Gründung einer Sport- und Spielabteilung Eintracht, in welcher Fußball gespielt wurde. Aus dieser wurde wenige Zeit später der eigenständige Verein FC Eintracht Windecken, welcher dem Süddeutschen Fußball-Verband beitrat und in der C-Klasse startete. Durch eine Krise musste der Verein mit den benachbarten Sportfreunde Ostheim im Jahr 1926 eine Spielgemeinschaft gründen, welche sich Spvgg. Windost nannte. Diese wurde nach einem Jahr aber bereits wieder aufgelöst, da der FC eine eigene Mannschaft aufbauen konnte. Bis zur Saison 1928/29 spielt die Mannschaft weiter in der C-Klasse. Am Ende dieser Spielzeit gelang schließlich der Aufstieg in die B-Klasse, nach welchem die Mannschaft sogar den Durchmarsch bis in die 1. Kreisklasse schaffte.
Nach der Auflösung des Sportclubs kamen die Mitglieder bei der Eintracht unter. Durch die verbesserte Spielstärke gelang es dem Verein dann nach der Saison 1933/34 in die Bezirksklasse Gruppe Hanau aufzusteigen. Durch Siege über den VfB Friedberg und den VfL Bottenhorn, gelang im Jahr 1935 dann mit der Teilnahme an der ersten Austragung des Tschammerpokal im Jahr 1935 der größte Vereinserfolg. In der 1. Schlussrunde am 1. September 1935 traf die Mannschaft hier auf den FC Hanau 93 und unterlag dort nach einem 1:1 zur Halbzeit mit 5:1. Nach dem Ausbruch des Zweiten Weltkriegs kam es im Verein zu einem immer größer werdenden Mitgliederschwund, der Spielbetrieb konnte eine Zeit lang noch mit Spielern aus den benachbarten Vereinen aufrechterhalten werden. Im Jahr 1943 musste dieser dann jedoch auch komplett eingestellt werden.

### Sportclub-Eintracht 1911 Windecken
Nach dem Ende des Krieges waren die Mitglieder des FC Eintracht erst einmal Teil des neuen Einheits-Sportvereins Sportgemeinschaft Windecken, welche auch bereits am 14. Oktober 1945 wieder erste Freundschaftsspiele bestritten. Im Frühjahr 1946 kam es dann auch zu ersten Wettbewerbsspielen. Ebenfalls im selben Jahr kam es dann zu Gesprächen mit Mitgliedern der ehemaligen Vereine FC und Sportclub, woraufhin es schließlich zur Gründung des Vereins Sportclub-Eintracht 1911 kommen sollte. Auch nun war es stets noch nötig, sich die Hilfe von auswärtigen Spielern zu holen. In den nächsten Jahren ging es für die Mannschaft bis in die A-Klasse aus welcher es jedoch nie gelang aufzusteigen. Erst am Ende der Spielzeit 1962/63 gelang es bereits drei Spieltage vor Schluss mit einem 2:0 beim FC Hochstadt die Meisterschaft in der A-Klasse einzufahren. In der höheren Spielklasse konnte sich die Mannschaft jedoch nicht halten und stieg sofort wieder ab.
Im Jahr 1969 rutschte der Verein dann sogar erstmals in die B-Klasse ab. Bis zum Wiederaufstieg sollte es drei Jahre dauern, bis es als Vizemeister wieder nach oben ging. Die nächste Meisterschaft wurde hier dann nach der Saison 1975/76 eingefahren.

### Sportfreunde 1955 Windecken
Nach der Fusion des Sportclubs und der Eintracht wurde am 31. März 1955 mit Sportfreunde 1955 Windecken ein zweiter Fußballverein im Ort gegründet. Über die Spielklassenzugehörigkeit von diesem Verein ist nichts überliefert. Mit dem Sportclub-Eintracht entstand im Jahr 1974 noch eine Jugendspielgemeinschaft, welche bis zur Fusion im Jahr 1978 auch andauern sollte.

## Geschichte

### Gründung bis 1990er Jahre
Nachdem der Sportclub-Eintracht und die Sportfreunde bereits eine gemeinsame Spielgemeinschaft im Jugend-Bereich hatten, wurde am 16. Juni 1978 auch beschlossen die beiden Vereine unter dem neuen Namen SC Eintracht-Sportfreunde Windecken zusammen zuführen. Bis zur Saison 1981/82 konnte sich der Verein so in der Bezirksliga Frankfurt Ost etablieren. Nach dem erzwungenen Wechsel in die spielstärkere Staffel West, konnte sich der Verein in der Saison 1982/83 noch in der Liga halten, musste in der Folgesaison jedoch absteigen. Nach dem Abstieg gelang dann lange kein weiterer Aufstieg mehr. Nachdem Schaffrath von Schäfer als Trainer abgelöst wurde, konnte gleich in der Saison 1991/92 die Meisterschaft erreicht werden, womit die Mannschaft in die nun Bezirksoberliga heißende Spielklasse aufsteigen durfte. Dort verblieb der Verein dann bis zum Abstieg nach dem Saisonende 1995/96. In dieser Saison zog es Schäfer vorher zudem noch in Richtung SG Bruchköbel weiter, seine Rückkehr zur Winterpause, verhinderte diesen Abstieg dann aber auch nicht mehr.
Nun in der Bezirksliga Hanau beheimatet, konnte in der Folgesaison noch einmal der vierte Platz eingefahren werde. Schäfer verließ den Verein schließlich am Saisonende endgültig. Als Nachfolger wurde Deuerling vorgestellt, welcher mit der Mannschaft jedoch ein weiteres Mal in die Kreisliga A absteigen sollte. Direkt in der Folgesaison gelang es aber sich mit 200 Toren auf dem zweiten Platz zu stellen und somit wieder aufzusteigen. Direkt danach verließ Deuerling den Verein aber auch schon wieder. Als sein Nachfolger wurde der vom ehemaligen DDR-Oberligisten Rot-Weiß Erfurt kommende Peter Jung vorgestellt. Das Konzept junge Spieler aus der Zweiten Mannschaft zu holen, ging jedoch nicht so richtig auf, was dann darin resultierte, dass Wolfgang Schäfer zur Saison 2000/01 nochmal als Spieler verpflichtet wurde.

### Heutige Zeit
In der Saison 2003/04 spielte die erste Mannschaft weiter in der Bezirksliga. Mit 55 Punkten platzierte sich der Verein am Saisonende auf dem dritten Platz. Aus dieser Klasse wurde zur Spielzeit 2008/09 dann die Kreisoberliga Hanau. Für die Mannschaft ging es so dann noch bis zum Saisonende 2010/11 weiter und stieg danach mit 29 Punkten über den 19. und damit letzten Platz in die Kreisliga A ab. Der Wiederaufstieg sollte hier dann erst nach der Spielzeit 2013/14 mit 65 Punkten über den zweiten Platz gelingen. Mit lediglich 22 Punkten ging es über den 15. Platz aber nach der Folgesaison auch direkt wieder hinunter. Mit 84 Punkten ging es für die Mannschaft nach der Spielzeit 2016/17 als unangefochtener Spitzenreiter jedoch wieder nach oben. In der Kreisoberliga konnte die Saison 2017/18 dann mit 57 Punkten über den sechsten Platz abgeschlossen werden.
Durch das Ziel den Aufstieg in die Gruppenliga zu schaffen, hatte sich der Verein jedoch stark übernommen. Somit meldete der SC für die Saison 2018/19 nicht mehr für die Liga, sondern fing in der Kreisliga B mit einem komplett neuen Kader an. Bedingt durch die abgebrochene Spielzeit 2019/20 aufgrund der COVID-19-Pandemie stieg der Verein mit einer Quotientenpunktzahl von 2,10 über den dritten Platz auf und spielt somit seit der Saison 2020/21 wieder in der Kreisliga A.

## Trainer
| Zeitraum        | Name              |
| --------------- | ----------------- |
| 1987–1991       | Karl Schaffrath   |
| 1991–1996       | Wolfgang Schäfer  |
| 1996–1997       | Wolfgang Schäfer  |
| 1997            | Gerd Kossytorz    |
| 1997–1999       | Michael Deuerling |
| 1999–2005       | Peter Jung        |
| 2005–2007/08    | Dusko Krajacic    |
| 2007/08–2009/10 | Bernd Schmidt     |
| 2009/10         | Karl Müller       |
| 2009/10         | Heinz Puschkas    |
| 2009/10–????    | Peter Jung        |